# Vodní nádrž Pławniowice
Jezero Pławniowice je vodní nádrž na území gminy Rudziniec v okrese Gliwice v Slezském vojvodství v Polsku. Rozkládá se mezi obcemi Niewiesze a Pławniowice. Je jednou z vodních nádrží v okrese Gliwice, které vznikly rekultivací pískoven, které dodávaly základkový písek do blízkých polských uhelných dolů ve Slezsku.

## Historie
Vodní nádrž vznikla na místě těžby písku, který se zde těžil od roku 1962 do 1969. Písek sloužil jako hydraulická základka v polských uhelných dolech. Po ukončení těžby bylo srovnáno dno pískovny a zabezpečeny břehy budoucího jezera. Rekultivována pískovna byla zatopena Toszeckým potokem. K rekreačním účelům bylo otevřeno v roce 1974. Severní části jezera jsou zalesněny, jižní a jihovýchodní části jsou určeny k rekreačním účelům.

## Základní informace
Název nádrže je podle vesnice Pławniowice a společně s okolním územím je veřejně přístupným rekreačním místem. Rozloha jezera je 250 ha a je rozděleno na dvě části na velkou a malou nádrž (východně Mały Zalew nebo Małe Pławniowice). Do vodní nádrže vtéká Toszecký potok. Z jezera je voda odváděná pławniowicko-kłodnickým kanálem do řeky Kłodnice. V blízkosti se nachází Hlivický průplav (jižní část).
U jezera se nacházejí dvě hlavní pálže: v jižní části v blízkosti Pławniowic a v jihovýchodní části jezera v blízkosti vesnice Niewiesze. Kromě těchto hlavních pálží jsou i menší především soukromé.  Kolem jihozápadní části jezera (vzdálenost asi 50 m) vede dálnice A4, ze které se lze dostat na malou pláž u hráze, ze které vytéká jezerní voda do řeky Kłodnice.

## Turistika
V Pławniovicích je zámek, palácový a parkový komplex. Na východ od jezera se nacházejí jezera Małe a Duźe Dzierżno. V Poniszowicích je dřevěný kostel sv. Jana Křtitele z roku 1499.
Turistické trasy:
- – Stezka Gliwické země
- – Trasa Sto let turistiky
- cyklotrasa kolem jezera (délka trasy 11,1 km)[7]

V jezero se stalo nejen místem rekreačním, ale i místem vhodným pro rybáře. V jezeře lze z ryb lovit kapry, okouny, candáty, tlouště a plotice. Je zde populace raků.